# James Weddell

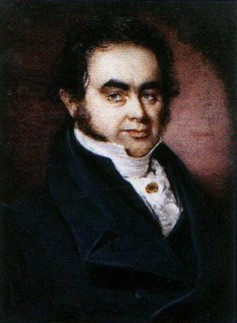
James Weddell

James Weddell, född 24 augusti 1787 i Oostende, död 9 september 1834, var en engelsk sydpolsfarare. 

## Biografi
Weddell deltog i de första sälfångstfärderna till de nyupptäckta Sydshetlandsöarna, där han gjorde flera viktiga upptäckter, och företog sommaren 1822–23 som befälhavare på de små fångstfartygen "Jane" och "Beaufoy" ett försök att öster om de då kända sydpolsländerna under Sydgeorgiens längdgrad tränga söderut. Efter att ha passerat mäktiga isband nådde han på nästan isfritt hav en bredd av 74° 15', för lång tid den sydligaste av människor uppnådda. Försök, som på 1840-talet gjordes att upprepa hans färd, misslyckades, och det av honom upptäckta havsområdet utforskades först långt senare. Han skildrade sina resor i A Voyage Towards the South Pole (utgiven 1877). Weddellhavet har uppkallats efter honom.

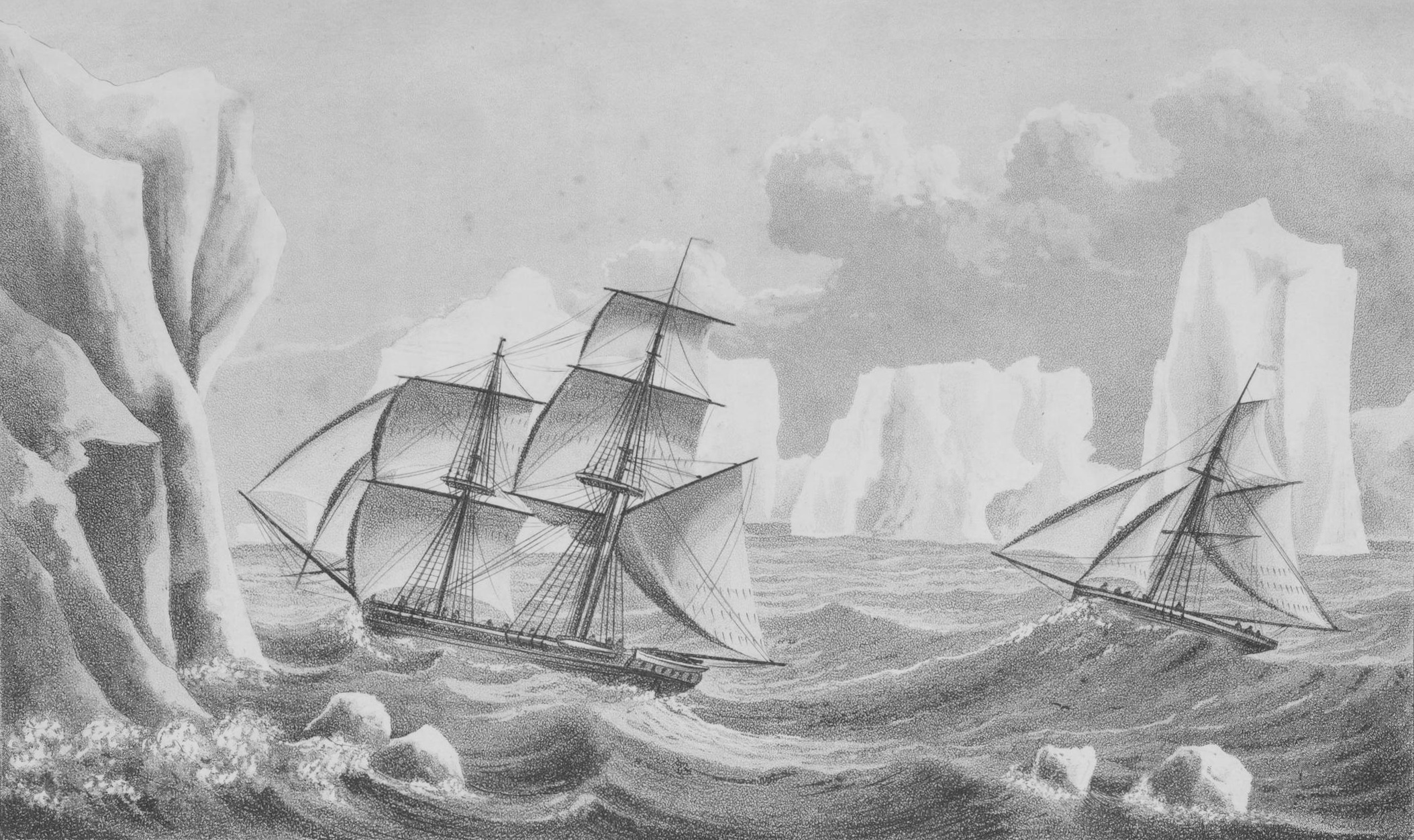
Weddells andra expedition med "Jane" och "Beaufoy"